# Gare d'Asakadai
La gare d'Asakadai (朝霞台駅, Asakadai-eki) est une gare ferroviaire de la ville d'Asaka, dans la préfecture de Saitama au Japon. Elle est exploitée par la compagnie privée Tōbu.

## Situation ferroviaire
La gare d'Asakadai est située au point kilométrique (PK) 16,4 de la ligne Tōbu Tōjō.

## Histoire
La gare a été inaugurée le 6 août 1974.

## Services aux voyageurs

### Accès et accueil
La gare dispose d'un bâtiment voyageurs, avec guichet, ouvert tous les jours.

### Desserte
- Ligne Tōbu Tōjō :
  - voies 1 et 2 : direction Kawagoe, Sakado et Ogawamachi
  - voie 3 : direction Wakōshi (interconnexion avec la ligne Fukutoshin pour Shibuya ou avec la ligne Yūrakuchō pour Shin-Kiba) et Ikebukuro
  - voie 4 : direction Wakōshi et Ikebukuro

### Intermodalité
La gare de Kita-Asaka de la JR East est située à proximité immédiate de la gare.